# Sigrid Kirchmann
Sigrid Kirchmann (Bad Ischl, 29 marzo 1966) è un'ex altista austriaca.

## Palmarès

### Mondiali
- 1 medaglia:
  - 1 bronzo (Stoccarda 1993 nel salto in alto)

### Europei indoor
- 1 medaglia:
  - 1 bronzo (Parigi 1994 nel salto in alto)